# Secret Invasion
Secret Invasion är en amerikansk miniserie från 2023, skapad av Kyle Bradstreet och baserad på Marvel Comics serietidning med samma namn. Det är den nionde TV-serien i Marvel Cinematic Universe (MCU) producerad av Marvel Studios.
Serien hade premiär den 21 juni 2023 på streamingtjänsten Disney+ och består av sex avsnitt.

## Rollista (i urval)
- Samuel L. Jackson – Nick Fury
- Ben Mendelsohn – Talos
- Kingsley Ben-Adir – Gravik[6]
- Killian Scott – Pagon
- Samuel Adewunmi – Beto
- Dermot Mulroney – Ritson
- Richard Dormer – Prescod
- Emilia Clarke – Abigail Brand[7]
- Olivia Colman – Sonya Falsworth[8]
- Don Cheadle – James "Rhodey" Rhodes
- Cobie Smulders – Maria Hill
- Martin Freeman – Everett K. Ross